# Nevada (Granada)
 For alternative betydninger, se Nevada (flertydig).
Nevada er en kommune i det sydøstlige Spanien i provinsen Granada. Den har et indbyggertal på 1.096 (2024) indbyggere.